# Las Tablas (Los Santos)
Las Tablas è una città del Panama, capitale della Provincia di Los Santos e si trova in una pianura a circa 12 chilometri dalla costa dell'Oceano Pacifico. Ha un porto chiamato Mensabé. È difficile stabilire la data precisa della fondazione di questa città, ma la tradizione dice che fu fondata il 19 luglio 1671 dal capo della Marina Militare Jacinto Barahona.